# Juan Carbonell
Juan Carbonell, (Barcelona, Cataluña, 24 de enero de 1906 - 12 de enero de 1991) fue un exjugador  español de baloncesto. Jugó en el FC Barcelona.

## Pioneros del baloncesto español
Es uno de los pioneros del basket español, al  haber obtenido la primera medalla en una competición oficial para España, la plata del Europeo de Suiza 1935. Sus compañeros en este hito fueron los hermanos Alonso, Emilio y Pedro, (nacidos en Cuba, de padres vascos), Rafal Martín y Rafael Ruano, (de origen centroamericano), Cayetano Ortega, (de origen caribeño), el también catalán Armando Maunier, y el aragonés afincado en Cataluña Fernando Muscat. El seleccionador era Mariano Manent, nacido en Argentina de padres españoles, y afincado en Cataluña.